# Рекорды Беларуси в плавании

## Бассейн — 50 м

### Мужчины
| Дистанция              | Время    | Спортсмен                                                      | Дата             | Соревнование         | Город     | Рег. № |
| ---------------------- | -------- | -------------------------------------------------------------- | ---------------- | -------------------- | --------- | ------ |
| 50 м вольный стиль     | 22,22    | Евгений Цуркин                                                 | 10 июля 2015     | Универсиада          | Кванджу   | 1489   |
| 100 м вольный стиль    | 48,90    | Евгений Цуркин                                                 | 17 апреля 2015   | Чемпионат Беларуси   | Брест     | 1472   |
| 200 м вольный стиль    | 1.49,01  | Игорь Коледа                                                   | 17 сентября 2000 | Олимпийские игры     | Сидней    |        |
| 400 м вольный стиль    | 3.52,78  | Игорь Бокий                                                    | 2 мая 2013       | Чемпионат Беларуси   | Брест     | 1319   |
| 800 м вольный стиль    | 8.02,24  | Александр Гайдукевич                                           | 21 июля 1990     | Игры доброй воли     | Сиэтл     |        |
| 1500 м вольный стиль   | 15.23,00 | Александр Гайдукевич                                           | 1989             |                      |           |        |
| 50 м на спине          | 24,97    | Павел Санкович                                                 | 8 августа 2015   | Чемпионат мира       | Казань    | 1491   |
| 100 м на спине         | 54,38    | Павел Санкович                                                 | 17 апреля 2015   | Чемпионат Беларуси   | Брест     | 1471   |
| 200 м на спине         | 1,57,99  | Никита Цмыг                                                    | 26 июня 2015     | Чемпионат РБ (Брест) | Брест     | 1487   |
| 50 м баттерфляй        | 22,90    | Евгений Цуркин                                                 | 28 июля 2013     | Чемпионат мира       | Барселона | 1335   |
| 100 м баттерфляй       | 51,44    | Евгений Цуркин                                                 | 15 апреля 2015   | Чемпионат Беларуси   | Брест     | 1468   |
| 200 м баттерфляй       | 2.00,17  | Евгений Цуркин                                                 | 3 мая 2014       | Чемпионат Бельгии    | Антверпен | 1401   |
| 50 м брасс             | 27,30    | Виктор Вабищевич                                               | 28 июля 2009     | Чемпионат мира       | Рим       |        |
| 100 м брасс            | 1.01,89  | Виктор Вабищевич                                               | 2 мая 2013       | Чемпионат Беларуси   | Брест     | 1318   |
| 200 м брасс            | 2.13,90  | Александр Гуков                                                | 22 августа 1997  | Чемпионат Европы     | Севилья   |        |
| 200 м комплекс         | 2.00,64  | Павел Санкович                                                 | 18 апреля 2015   | Чемпионат Беларуси   | Брест     | 1473   |
| 400 м комплекс         | 4.21,35  | Юрий Суворов                                                   | 27 мая 2012      | Чемпионат Европы     | Дебрецен  | 1235   |
| 4×100 м вольный стиль  | 3.18,40  | Арсений Кухарев Евгений Цуркин Артём Мачекин Антон Латкин      | 2 августа 2015   | Чемпионат мира       | Казань    | 1490   |
| 4×200 м вольный стиль  | 7.24,83  | Игорь Коледа Павел Лагун Дмитрий Коптур Валерьян Хурошвили     | 19 сентября 2000 | Олимпийские игры     | Сидней    |        |
| 4×100 м комб. эстафета | 3.37,57  | Павел Санкович Виктор Вабищевич Евгений Лазука Андрей Радионов | 2 августа 2009   | Чемпионат мира       | Рим       |        |

### Женщины
| Дистанция              | Время    | Спортсменка                                                        | Дата            | Соревнование      | Город           | Рег. № |
| ---------------------- | -------- | ------------------------------------------------------------------ | --------------- | ----------------- | --------------- | ------ |
| 50 м вольный стиль     | 24,28    | Александра Герасименя                                              | 4 августа 2012  | Олимпийские игры  | Лондон          | 1274   |
| 100 м вольный стиль    | 53,38    | Александра Герасименя                                              | 2 августа 2012  | Олимпийские игры  | Лондон          | 1272   |
| 200 м вольный стиль    | 1.57,91  | Елена Попченко                                                     | 3 августа 2002  | Чемпионат Европы  | Берлин          |        |
| 400 м вольный стиль    | 4.09,70  | Ирина Ларичева                                                     | ? августа 1984  | Дружба-84         | Москва          |        |
| 800 м вольный стиль    | 8.36,83  | Ирина Ларичева                                                     | 1984            | Чемпионат СССР    | Киев            |        |
| 1500 м вольный стиль   | 16.40,60 | Ирина Ларичева                                                     | 1982            |                   |                 |        |
| 50 м на спине          | 27,57    | Александра Герасименя                                              | 29 июля 2009    | Чемпионат мира    | Рим             |        |
| 100 м на спине         | 1.00,68  | Александра Герасименя                                              | 29 января 2011  | Кубок Беларуси    | Пинск           |        |
| 200 м на спине         | 2.14,09  | Александра Ковалёва                                                | 30 марта 2007   | Чемпионат мира    | Мельбурн        |        |
| 50 м баттерфляй        | 25,84    | Александра Герасименя                                              | 11 июля 2013    | Универсиада       | Казань          | 1333   |
| 100 м баттерфляй       | 58,09    | Александра Герасименя                                              | 30 марта 2012   | Чемпионат Испании | Малага          | 1226   |
| 200 м баттерфляй       | 2.15,20  | Анна Копаченя                                                      | ? июня 2004     | Mare Nostrum      | Кане-ан-Русийон |        |
| 50 м брасс             | 31,29    | Инна Капишина                                                      | 1 августа 2009  | Чемпионат мира    | Рим             |        |
| 100 м брасс            | 1.08,00  | Елена Рудковская                                                   | 29 июля 1992    | Олимпийские игры  | Барселона       |        |
| 200 м брасс            | 2.27,34  | Инна Капишина                                                      | 13 августа 2008 | Олимпийские игры  | Пекин           |        |
| 200 м комплекс         | 2.13,04  | Анна Щерба                                                         | 1 августа 2002  | Чемпионат Европы  | Берлин          |        |
| 400 м комплекс         | 4.49,16  | Ольга Клевакина                                                    | 23 августа 1978 | Чемпионат мира    | Берлин          |        |
| 4×100 м вольный стиль  | 3.40,67  | Александра Герасименя Светлана Хохлова Оксана Демидова Юлия Хитрая | 28 июля 2012    | Олимпийские игры  | Лондон          | 1270   |
| 4×200 м вольный стиль  | 8.21,70  | Светлана Жидко Инга Бородич Наталья Барановская Елена Попченко     | 25 июля 1996    | Олимпийские игры  | Атланта         |        |
| 4×100 м комб. эстафета | 4.09,72  | Александра Ковалёва Инна Капишина Ирина Нефёдова Юлия Хитрая       | 1 августа 2009  | Чемпионат мира    | Рим             |        |

### Микст
| Дистанция              | Время   | Спортсмен                                                                    | Дата              | Соревнование       | Город             | Рег. №            |
| ---------------------- | ------- | ---------------------------------------------------------------------------- | ----------------- | ------------------ | ----------------- | ----------------- |
| 4×100 м вольный стиль  | 3.35,32 | Исходный норматив                                                            | Исходный норматив | Исходный норматив  | Исходный норматив | Исходный норматив |
| 4×100 м комб. эстафета | 3.53,88 | Виктор Стаселович Александра Герасименя Илья Шиманович Анастасия Коряковская | 15 мая 2014       | Чемпионат Беларуси | Брест             | 1403              |

## Бассейн — 25 м

### Мужчины
| Дистанция              | Время    | Спортсмен                                                      | Дата            | Соревнование       | Город           | Рег. № |
| ---------------------- | -------- | -------------------------------------------------------------- | --------------- | ------------------ | --------------- | ------ |
| 50 м вольный стиль     | 21,54    | Евгений Цуркин                                                 | 5 декабря 2015  | Чемпионат Европы   | Нетания         | 1523   |
| 100 м вольный стиль    | 47,44    | Артём Мачекин                                                  | 5 декабря 2015  | Чемпионат Европы   | Нетания         | 1522   |
| 200 м вольный стиль    | 1.45,65  | Игорь Коледа                                                   | 28 марта 1998   | Кубок мира         | Париж           |        |
| 400 м вольный стиль    | 3.45,40  | Игорь Коледа                                                   | 11 декабря 1998 | Чемпионат Европы   | Шеффилд         |        |
| 800 м вольный стиль    | 7.53,66  | Дмитрий Коптур                                                 | 15 декабря 2001 | Чемпионат Европы   | Антверпен       |        |
| 1500 м вольный стиль   | 14.54,53 | Дмитрий Коптур                                                 | 7 апреля 2002   | Чемпионат мира     | Москва          |        |
| 50 м на спине          | 23,26    | Павел Санкович                                                 | 6 декабря 2015  | Чемпионат Европы   | Нетания         | 1526   |
| 100 м на спине         | 50,05    | Павел Санкович                                                 | 12 декабря 2009 | Чемпионат Европы   | Стамбул         |        |
| 200 м на спине         | 1.54,10  | Никита Цмыг                                                    | 13 ноября 2015  | Чемпионат Беларуси | Брест           | 1513   |
| 50 м баттерфляй        | 22,45    | Евгений Цуркин                                                 | 15 декабря 2013 | Чемпионат Европы   | Хернинг         | 1379   |
| 100 м баттерфляй       | 49,99    | Евгений Цуркин                                                 | 3 декабря 2014  | Чемпионат мира     | Доха            | 1451   |
| 200 м баттерфляй       | 1.55,30  | Евгений Цуркин                                                 | 20 декабря 2013 | Кубок Сальникова   | Санкт-Петербург | 1388   |
| 50 м брасс             | 26,23    | Илья Шиманович                                                 | 2 декабря 2015  | Чемпионат Европы   | Нетания         | 1516   |
| 100 м брасс            | 59,10    | Илья Шиманович                                                 | 14 ноября 2015  | Чемпионат Беларуси | Брест           | 1514   |
| 200 м брасс            | 2.06,17  | Илья Шиманович                                                 | 3 декабря 2015  | Чемпионат Европы   | Нетания         | 1518   |
| 100 м комплекс         | 53,46    | Павел Санкович                                                 | 19 декабря 2009 | Кубок Сальникова   | Санкт-Петербург |        |
| 200 м комплекс         | 1.55,10  | Павел Санкович                                                 | 18 декабря 2015 | Кубок Сальникова   | Санкт-Петербург | 1528   |
| 400 м комплекс         | 4.11,26  | Юрий Суворов                                                   | 12 июля 2012    | Чемпионат Беларуси | Брест           | 1263   |
| 4х50 м вольный стиль   | 1.25,01  | Евгений Цуркин Антон Латкин Виктор Стаселович Артём Мачекин    | 2 декабря 2015  | Чемпионат Европы   | Нетания         | 1517   |
| 4х100 м вольный стиль  | 3.11,53  | Арсений Кухарев Евгений Цуркин Артём Мачекин Антон Латкин      | 18 июля 2014    | Чемпионат Беларуси | Брест           | 1423   |
| 4х200 м вольный стиль  | 7.24,51  | Дмитрий Коптур Александр Яцко Егор Солобутов Андрей Радионов   | ? февраля 2005  | Чемпионат Беларуси | Гомель          |        |
| 4×50 м комб. эстафета  | 1.33,21  | Павел Санкович Илья Шиманович Евгений Цуркин Антон Латкин      | 6 декабря 2015  | Чемпионат Европы   | Нетания         | 1527   |
| 4×100 м комб. эстафета | 3.32,90  | Павел Санкович Виктор Вабищевич Евгений Цуркин Арсений Кухарев | 16 декабря 2012 | Чемпионат мира     | Стамбул         | 1299   |

### Женщины
| Дистанция              | Время    | Спортсменка                                                         | Дата              | Соревнование       | Город             | Рег. №            |
| ---------------------- | -------- | ------------------------------------------------------------------- | ----------------- | ------------------ | ----------------- | ----------------- |
| 50 м вольный стиль     | 23,64    | Александра Герасименя                                               | 16 декабря 2012   | Чемпионат мира     | Стамбул           | 1298              |
| 100 м вольный стиль    | 52,06    | Александра Герасименя                                               | 21 декабря 2013   | Кубок Сальникова   | Санкт-Петербург   | 1389              |
| 200 м вольный стиль    | 1.55,66  | Елена Попченко                                                      | 14 декабря 2003   | Чемпионат Европы   | Дублин            |                   |
| 400 м вольный стиль    | 4.06,13  | Наталья Барановская                                                 | 11 декабря 1999   | Чемпионат Европы   | Лиссабон          |                   |
| 800 м вольный стиль    | 8.36,83  | Исходный норматив                                                   | Исходный норматив | Исходный норматив  | Исходный норматив | Исходный норматив |
| 1500 м вольный стиль   | 16.40,60 | Исходный норматив                                                   | Исходный норматив | Исходный норматив  | Исходный норматив | Исходный норматив |
| 50 м на спине          | 26,12    | Александра Герасименя                                               | 12 декабря 2009   | Чемпионат Европы   | Стамбул           |                   |
| 100 м на спине         | 56,98    | Александра Герасименя                                               | 10 декабря 2009   | Чемпионат Европы   | Стамбул           |                   |
| 200 м на спине         | 2.09,41  | Александра Ковалёва                                                 | 17 июля 2014      | Чемпионат Беларуси | Брест             | 1419              |
| 50 м баттерфляй        | 25,53    | Александра Герасименя                                               | 23 ноября 2012    | Чемпионат Европы   | Шартр             | 1285              |
| 100 м баттерфляй       | 57,05    | Александра Герасименя                                               | 21 декабря 2012   | Кубок Сальникова   | Санкт-Петербург   | 1301              |
| 200 м баттерфляй       | 2.12,99  | Анна Копаченя                                                       | 3 апреля 2002     | Чемпионат мира     | Москва            |                   |
| 50 м брасс             | 30,95    | Инна Капишина                                                       | 10 декабря 2009   | Чемпионат Европы   | Стамбул           |                   |
| 100 м брасс            | 1.07,44  | Инна Капишина                                                       | 12 декабря 2009   | Чемпионат Европы   | Стамбул           |                   |
| 200 м брасс            | 2.26,25  | Инна Капишина                                                       | 14 декабря 2007   | Чемпионат Европы   | Дебрецен          |                   |
| 100 м комплекс         | 58,94    | Александра Герасименя                                               | 14 декабря 2012   | Чемпионат мира     | Стамбул           | 1297              |
| 200 м комплекс         | 2.10,23  | Анна Щерба                                                          | 12 декабря 2002   | Чемпионат Европы   | Риза              |                   |
| 400 м комплекс         | 4.43,60  | Анна Щерба                                                          | 2002              |                    |                   |                   |
| 4×50 м вольный стиль   | 1.38,39  | Юлия Хитрая Александра Герасименя Оксана Демидова Светлана Хохлова  | 22 ноября 2012    | Чемпионат Европы   | Шартр             | 1292              |
| 4×100 м вольный стиль  | 3.39,62  | Александра Герасименя Анна Копаченя Анна Щерба Елена Попченко       | 6 апреля 2002     | Чемпионат мира     | Москва            |                   |
| 4×200 м вольный стиль  | 8.14,00  | Исходный норматив                                                   | Исходный норматив | Исходный норматив  | Исходный норматив | Исходный норматив |
| 4×50 м комб. эстафета  | 1.46,34  | Александра Герасименя Инна Капишина Ирина Нефёдова Светлана Хохлова | 12 декабря 2009   | Чемпионат Европы   | Стамбул           |                   |
| 4×100 м комб. эстафета | 4.06,72  | Александра Герасименя Анастасия Лях Анна Копаченя Елена Попченко    | 5 апреля 2002     | Чемпионат мира     | Москва            |                   |

### Микст
| Дистанция             | Время   | Спортсмен                                                            | Дата           | Соревнование     | Город   | Рег. № |
| --------------------- | ------- | -------------------------------------------------------------------- | -------------- | ---------------- | ------- | ------ |
| 4×50 м вольный стиль  | 1.31,21 | Евгений Цуркин Виктор Стаселович Александра Герасименя Юлия Хитрая   | 5 декабря 2015 | Чемпионат Европы | Нетания | 1524   |
| 4×50 м комб. эстафета | 1.39,03 | Павел Санкович Илья Шиманович Светлана Хохлова Александра Герасименя | 3 декабря 2015 | Чемпионат Европы | Нетания | 1519   |